# ایر برلین

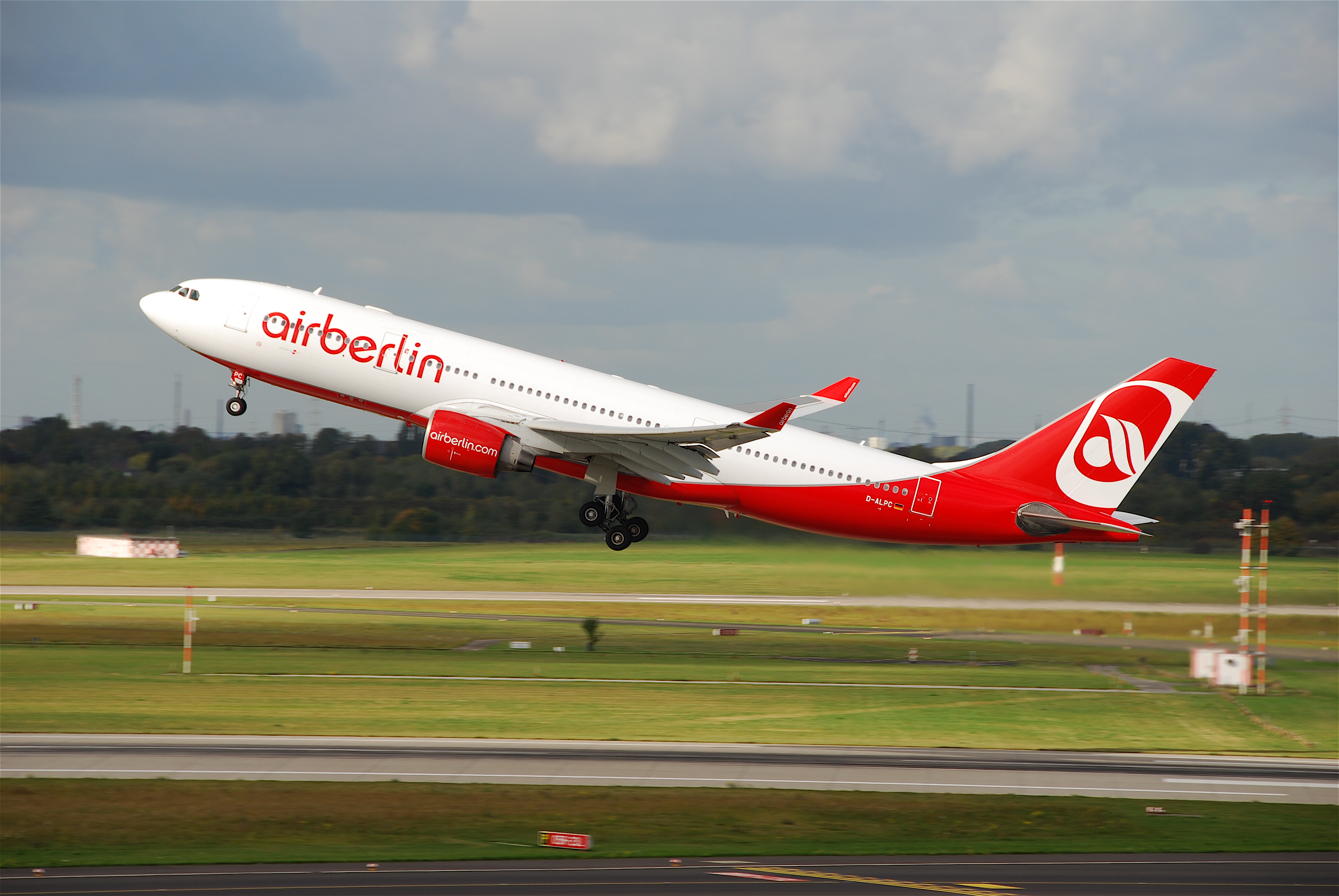
هواپیمای ایرباس ای۳۳۰ متعلق به خطوط هوایی ایربرلین، زوریخ

ایر برلین (به انگلیسی: Air Berlin) شرکت هواپیمایی آلمانی بود، که به‌عنوان هفتمین شرکت هواپیمایی اروپا بر پایه شمار انتقال مسافر، شناخته می‌شد. این شرکت هواپیمایی در سال ۲۰۱۷ با اعلام ورشکستگی به کار خود پایان داد.
شرکت ایر برلین در سال ۱۹۷۹ راه‌اندازی شد و تا اکتبر ۲۰۱۷ روزانه به ۲۵ شهر بزرگ اروپا به صورت مستقیم خدمات انتقال مسافر را ارائه می‌کرد. این شرکت در سال ۲۰۱۲ بیش از ۳۳٫۳ میلیون مسافر را منتقل نمود بود.
دفتر مرکزی این شرکت در شهر برلین، آلمان قرار داشت و از فرودگاه برلین تگل و فرودگاه بین‌المللی دوسلدورف به‌عنوان قطب‌های خود استفاده می‌کرد.
سهام شرکت ایر برلین در بازار بورس فرانکفورت معامله می‌شد. این شرکت در ناوگان هوایی خود، دارای ۱۴۰ هواپیمای مسافربری بود.
در رده‌بندی شرکت‌های هواپیمایی که توسط ایرهلپ هر سال انجام می‌شود، این ایرلاین در رده ۴۱ام دنیا در سال ۲۰۱۷ قرار داشت.
پس از ورشکستگی این ایرلاین، لوفت‌هانزا دیگر شرکت آلمانی ۸۱ هواپیمای ایر برلین را خریداری و به مجموعه خود اضافه کرد.